# Peral (auteur)
Pour les articles homonymes, voir Peral.
Alain Perwez dit Peral, né le 13 juin 1967 à Ath (province du Hainaut), est un dessinateur de bande dessinée franco-belge humoristique et illustrateur belge francophone.

## Biographie

### Jeunesse et carrière
Alain Perwez naît le 13 juin 1967 à Ath. Désireux de devenir dessinateur dès l'âge de dix ans, il étudie l'illustration à l'Académie royale des beaux-arts de Liège puis suit en trois ans un cursus artistique à l'École supérieure des arts Saint-Luc de la même ville d'où il sort diplômé. Il rencontre Olivier Saive qui va l'introduire dans le milieu de la bande dessinée. Il réalise tout d'abord de petits travaux pour celui-ci, dont les couleurs du second album de la marionnette Tatayet (C'est pas lui, c'est moi ! en 1990 chez Marsu Productions).

### Carrière d'animation
Entre 1993 et 1996, Alain Perwez vit au Grand Duché de Luxembourg, où il travaille comme maquettiste pour 352 Productions dans l'émission Crobs, diffusée sur France3. De plus, il met au net quelques séquences intervallistes pour l'adaptation en dessin animé de la série de bande dessinée Billy the Cat de Stéphan Colman et Stephen Desberg. Il contribue également au long métrage d'animation Werner - Das muss kesseln!!! (1996), adapté de la série de bande dessinée Werner du dessinateur allemand Brösel.

### Travail d'assistant
De retour dans la région de Liège, Perwez reprend contact avec Olivier Saive, qui l'aide à décrocher un poste d'assistant auprès du dessinateur de bande dessinée Daniel Kox. De 1996 à 1997, Perwez assiste Kox à l'encrage et pour une partie des décors pour sa bande dessinée humoristique du policier potelé L'Agent 212, scénarisée par Raoul Cauvin et publiée dans le magazine Spirou. Parallèlement, il effectue la mise en couleur de cartes postales du Marsupilami. Il reprend également sa collaboration avec Olivier Saive en coloriant Kali'stoire, un one shot publicitaire écrite par Éric Adam et Xavier Fauche pour les Mines de potasse d'Alsace (1997) qu'il signe du pseudonyme Peral. Ces travaux secondaires n'occupent pas tout son temps disponible, il réalise les illustrations — qu'il compose à l'aquarelle — de dix livres pour enfants de Sourimousse sur des textes de François Gilson aux éditions Hemma : Sourimousse bricole, Sourimousse cuisine, Sourimousse est malade, Sourimousse va à la pêche en 2000, Sourimousse dessine, Sourimousse en vacances (2002), Sourimousse bonhomme de neige sur un texte de Schmurl (alias Jean-François Debaty) pour les quatre derniers ouvrages, Sourimousse fait son cirque (2003), Le Devoir d'école, La Tête dans les étoiles (2004).

### Billy the Cat
Toujours par l'intermédiaire d'Olivier Saive, Peral est présenté à Stéphan Colman, co-créateur de la bande dessinée Billy the Cat avec le scénariste Stephen Desberg. Créée à l'origine pour le magazine Spirou en 1982, la série met en scène un jeune garçon décédé dans un accident et réincarné dans le corps d'un chaton. À la fin des années 1990, la série a une importance considérable grâce au dessin animé diffusé à la télévision, à laquelle, par coïncidence, Peral a déjà contribué. Colman a cédé le dessin de la série au Serbe Marco Ilïn qui dessine le tome 7 La Bande à Billy, mais un conflit quant à la répartition des droits d’auteur ne prolonge pas la reprise. En 2000, Peral est embauché pour travailler sur de courts récits avec le personnage dans la continuité graphique de son créateur, tandis que Colman continuerait à faire les histoires longues. Il réalise ainsi les courts récits dont Le Choix des chats, Le Sommeil du juste, Un chat qui a du chien ! prépubliés dans Spirou et compilés en album dans La Vie de chaton, huitième de la série et premier album de Peral (Dupuis, 2003). Le rythme soutenu de production des planches (7 à 8 par mois) nécessite que Peral se fasse assister pour l'encrage par Frédéric Ronsin, assistant de Dupa.
Cependant, Colman quitte complètement la série et en 2004 et Peral et dessine Monsieur Papa qui est prépublié en 2004. À la page 15 de cet épisode, Desberg quitte lui aussi la série et cède le scénario à Jean-Louis Janssens. Ce nouveau duo d'auteurs réalise encore deux autres albums Les Machines à ronronner (2006) et Le Chaméléon (2007) qui clôt la série au onzième tome, Dupuis ayant décidé de suspendre la série pour cause de mévente selon Peral.

### Éditions Bamboo
Après avoir quitté Dupuis, Peral commence une association avec les Éditions Bamboo, une maison d'édition française connue pour ses nombreuses bandes dessinées humoristiques aux thématiques axées sur des professions, des centres d'intérêts ou des périodes historiques. Avec François Gilson comme scénariste, il commence Les Vétos (2009-2011), avec les vétérinaires Nath et Dan dont le premier album Garrot gorille est publié en 2009, directement suivi par Vaccin pour tous, toutous pour un ! l'année suivante et qui s'achève avec Félin pour l'autre en 2011. En 2013, Peral illustre Les Fondus du Vin de Bordeaux, le premier tome de la série sur les amateurs de vin, Les Fondus du Vin, scénarisé par les écrivains vedettes de Bamboo Christophe Cazenove et Hervé Richez. Les volumes suivants de la série sont dessinés par Serge Carrère, Grégoire Berquin et, plus particulièrement, Olivier Saive. Travaillant à nouveau avec le scénariste Cazenove, Peral dessine ensuite le seul volume de Le Petit Louis XIV (2015), une bande dessinée dépeignant le Roi Soleil comme un petit morveux qui peut faire ce qu'il veut, au grand désarroi du reste de la cour royale. L'année suivante, Peral dessine La Guerre de 100 Ans - 1337-1453 (2016), une bande dessinée humoristique sur la guerre de Cent Ans, à nouveau écrite par Richez et Cazenove.

### Studio Peyo
Depuis juillet 2016, Alain Peral rejoint le Studio Peyo où il est employé par IMPS, dont le siège social se trouve à Genval, dans le Brabant wallon. Là, il travaille avec l'équipe de scénaristes et de coloristes sur de nouvelles histoires et du matériel supplémentaire avec les célèbres nains bleus de Peyo : Les Schtroumpfs. Il fait partie de l'équipe de renfort qui travaille sur la série de dessins animés en 37 épisodes réalisée de 2021 à 2022. En 2023, il succède à Alain Maury à la destinée graphique de la série Les Schtroumpfs pour le 41e tome intitulé Gargamel, l'ami des Schtroumpfs scénarisé par Alain Jost et Thierry Culliford. 

### Publicitaire et designer
En tant qu'illustrateur publicitaire et designer, Peral crée la mascotte de l'entreprise de matériaux de construction Lafarge qui prend la forme d'un dinosaure ainsi qu'une autre pour les Hautes Écoles de Commerce de Paris. Il met son art à contribution pour les cuisines Kichechef et les Travaux publics français. En 2006, il illustre un calendrier scout et un ex-libris pour sensibiliser au cancer des enfants. En 2012, Peral réalise une bande dessinée publicitaire pour la chaîne de magasins de bricolage Brico-Dépôt et la même année lorsque le Tour de France démarre de sa ville de Liège, il réalise l'affiche de l'événement.

### Contributions graphiques et hommages rendus
En 2009, Peral réalise l'affiche de l'événement BD « Le Marché de la BD » aux Halles Saint-Géry à Bruxelles. En 2010, lors de sa disparition d'André Geerts, Peral avec de nombreux autres auteurs lui rend hommage dans Spirou no 3778. Pour le 20e anniversaire du Festival de Contern au Luxembourg, il réalise aussi l'affiche en 2013. En 2010, il est l'un des trente-et-un auteurs à contribuer au collectif Folklore Wallon en Bulles aux Éditions Dricot en 2010, sous la direction de Christian Mathoul et Franco Guglielmo. L'anthologie présente plusieurs histoires humoristiques basées sur le folklore de la région wallonne. À l'occasion des 50 ans de carrière de François Walthéry, il lui souhaite un bon anniversaire dans Walthéries en septembre 2012. Il participe au collectif qui rend hommage à Natacha de François Walthéry dans De Toutes Manières, collection « BarDaf » en 2016. Il s'aventure au Château Lacouture Gauriac pour faire l'affiche du festival BD et Vin en 2017. Il célèbre les soixante ans d'Astérix d'Albert Uderzo et René Goscinny dans Génération Astérix aux Éditions Albert René en 2019. Il fait partie des trente dessinateurs qui rendent hommage au personnel soignant et à tous ceux qui prennent soin des autres pendant la crise sanitaire du coronavirus avec Covid Wars - Merci en Bulles édité par les organisateurs du festival de Hotton en 2020. Pour le festival Oupeye en Bulles, il réalise l'affiche de l'édition 2022 de ce festival.

### Expositions
Entre le 18 juillet et le 23 août 2009, Peral participe à l'exposition collective Regard sur la jeune bande dessinée en compagnie de Stédo, Didot, Étienne Willem, Pierre-Emmanuel Paulis et Billy De Barquin au centre culturel de Bièvre en Belgique.

## Publications

### Albums de bande dessinée
- Le Petit Louis XIV[20], Bamboo, Charnay-lès-Mâcon, 1er avril 2015
Scénario : Christophe Cazenove - Dessin : Peral - Couleurs : Alexandre Amouriq -  (ISBN 978-2-8189-3291-9)
- La Guerre de 100 ans - 1337-1453[21], Bamboo, Charnay-lès-Mâcon, 30 mars 2016
Scénario : Christophe Cazenove, Hervé Richez - Dessin : Peral - Couleurs : Hervé Richez -  (ISBN 978-2-8189-3562-0)

#### Les Schtroumpfs
- 41. Gargamel, l'ami des Schtroumpfs[11], Le Lombard, Bruxelles, 13 octobre 2023
Scénario : Alain Jost, Thierry Culliford - Dessin : Peral - Couleurs : quadrichromie -  (ISBN 978-2-8082-1101-7)

#### Collectifs
- Aphasia terra incognita, Fédération belge des aphasiques francophones, Bruxelles, 2004
Scénario : collectif - Dessin : collectif dont Peral -  (ISBN 2-9600486-0-1) — Postface : Jean Van Hamme.
- Folklore wallon en bulles[22], Dricot, Bressoux, février 2010
Scénario : collectif - Dessin : collectif dont Peral -  (ISBN 978-2-87095-389-1)Présentation de 31 groupes folkloriques par Francis Carin, Michel Constant, Jacques Denoël, Daniel Desorgher, Didgé, Bruno Di Sano, Hachel, Marc Hardy, Antonio Lapone, Claude Laverdure, Malik, Alain Maury, Michel Pierret, Jean-Claude Servais, Alain Sikorski, Jean-Marc Stalner, Stibane, André Taymans, Georges Van Linthout, Marco Venanzi, Virginie Vertonghen, François Walthéry et Marc Wasterlain.
- Walthéries - Les auteurs BD fêtent François Walthéry[23], GPRD, 1 septembre 2012
Scénario : Bruno Gilson - Dessin : Philippe Fenech, Bruno M - Couleurs : quadrichromie -  (ISBN 978-2-9601235-0-0)Tirage à 500 exemplaires. Album anniversaire des 50 ans de carrière de François Walthéry souhaité par d'autres dessinateurs dont Peral.
- Népal, 25 avril 2015 - La BD se mobilise[24],[25], Place du sablon, août 2015
Scénario et couleurs : collectif - Dessin : collectif dont Peral -  (ISBN 978-2-88936-006-2)
- De toutes manières[26], GPRD coll. « Bardaf », juin 2016
Scénario : Christian Mathoul - Dessin : François Walthéry, Bruno Gilson - Couleurs : John Capone -  (ISBN 9782960123555)Tirage à 500 exemplaires et signé. Avec 10 pages de bonus en fin d'album (croquis et hommages à Natacha par d'autres dessinateurs dont Peral.
- Génération Astérix – L’album hommage, Les Éditions Albert René, Paris, 28 août 2019
Scénario : collectif - Dessin : collectif dont Peral - Couleurs : quadrichromie -  (ISBN 9782864973416)Livre de 140 pages, avec présentation de chacun des auteurs y ayant rendu hommage soit par une illustration, un gag ou une histoire au personnage créé par René Goscinny et Albert Uderzo.
- Covid Wars - Merci en Bulles[27],, Asbl Bière Artisanale de Hotton, la Tania., Hotton, 2020
Scénario : collectif - Dessin : collectif dont Peral - Couleurs : quadrichromieCovid-19 : 30 dessinateurs se mobilisent dont Pierre Kroll, François Walthéry, Fabien Rypert (auteur de la couverture du recueil), Daniel Kox, Marc Hardy, Pierre-Emmanuel Paulis, Stédo, Jean-Claude Servais, Palix. Les organisateurs du festival BD de Hotton ont décidé de rendre hommage au personnel soignant et à tous ceux qui prennent soin des autres pendant la crise sanitaire du coronavirus.

### Illustrations
Sourimousse, : 
- Sourimousse bricole, textes de François Gilson, éditions Hemma  (ISBN 2-8006-7672-8) (BNF 37678086)
- Sourimousse cuisine, textes de François Gilson, Hemma, 2000  (ISBN 2-8006-7673-6) (BNF 37678087)
- Sourimousse est malade, textes de François Gilson, Hemma, 2000  (ISBN 2-8006-7670-1) (BNF 37678089)
- Sourimousse va à la pêche, textes de François Gilson, Hemma, 2000  (ISBN 2-8006-7671-X) (BNF 37678085)
- Sourimousse dessine, textes de François Gilson, Hemma, 2002  (ISBN 2-8006-8206-X) (BNF 38924999)
- Sourimousse en vacances, textes de François Gilson, Hemma, 2002  (ISBN 2-8006-8207-8) (BNF 38925012)
- Sourimousse bonhomme de neige, textes de Schmurl (alias Jean-François Debaty), Hemma, 2003  (ISBN 2-8006-8233-7) (BNF 38982838)
- Sourimousse fait son cirque, textes de Schmurl, Hemma, 2003  (ISBN 2-8006-8232-9) (BNF 38982836)
- Le Devoir d'école, textes de Schmurl, Hemma, 2004  (ISBN 2-8006-8671-5) (BNF 39927768)
- La Tête dans les étoiles, textes de Schmurl, Hemma, 2004  (ISBN 2-8006-8672-3) (BNF 39927778)

### Para-BD
À l'occasion, Peral réalise des portfolios, des ex-libris et des calendriers. Il réalise également des affiches de festivals de bande dessinée.

#### Livres
: document utilisé comme source pour la rédaction de cet article.
- Jacques Fiérain, « Peral », dans La BD dans les provinces de Liège, Namur et Luxembourg, Charleroi, Éd. l'Âge d'or, 2004, 112 p., ill. ; 31 cm (ISBN 9782960019698, OCLC 470388297, présentation en ligne), p. 81.
- Henri Filippini, « Péral », dans Dictionnaire de la bande dessinée, Paris, Bordas, 2005, 912 p., ill. ; 27 cm (ISBN 9782047299708 et 2047299705, OCLC 1009545288, présentation en ligne), p. 838. .
- Philippe Mellot, Michel Denni, Laurent Turpin et Isabelle Morzadec, Trésors de la bande dessinée : BDM 2021-2022 - Catalogue encyclopédique et Argus, Paris, Les Arènes, novembre 2020, 22e éd., 1700 p., ill. ; 23 cm (ISBN 9791037502582, OCLC 1240308146, présentation en ligne), p. 863, 1280. .

#### Articles
- Peral (interviewé par Nicolas Anspach), « Peral : « Avec Billy The Cat, j’essaie de marcher dans les traces de Colman ». », ActuaBD,‎ 18 juin 2005 (lire en ligne, consulté le 19 novembre 2022)
- Jean-Louis Janssens et Peral (interviewés par Nicolas Anspach), « Janssens et Peral : « Billy The Cat est un passeur de monde » », ActuaBD,‎ 24 juillet 2006 (lire en ligne, consulté le 9 février 2025)
- « Cublize : L’auteur belge Alain Peral travaille à un album sur la vie de Louis XIV gamin », Le Progrès,‎ 25 février 2014 (lire en ligne , consulté le 19 novembre 2022)
- Alexis Seny, « La Guerre de Cent ans, l’humour roi et instructif », Branchés Culture,‎ 3 juin 2016 (lire en ligne, consulté le 19 novembre 2022).

#### Podcasts
- Fun'en Bulles : Rencontre avec Peral - OeB 2022 sur Arte radio, présentation : Patrick (27 min 45 s), mai 2022.